# Vadocondes
Vadocondes ist ein Ort und eine Gemeinde (municipio) mit nur noch 364 Einwohnern (Stand: 2024) im Süden der Provinz Burgos in der Autonomen Gemeinschaft Kastilien-León im Norden Spaniens. Die Gemeinde gehört zur bevölkerungsarmen Serranía Celtibérica. Der gesamte – ehemals ummauerte – Ortskern wurde im Jahr 2008 als Nationales Kulturgut (Bien de Interés Cultural) in der Kategorie Conjunto histórico-artístico eingestuft.

## Lage und Klima
Der Ort Vadocondes liegt in einer Flussschleife des Duero knapp 100 km (Fahrtstrecke) südlich von Burgos in einer Höhe von ca. 810 m; die Stadt Aranda de Duero ist nur ca. 12 km in westlicher Richtung entfernt. Das Klima im Winter ist rau, im Sommer dagegen eher trocken und warm; Regen (ca. 450 mm/Jahr) fällt überwiegend im Winterhalbjahr.

## Bevölkerungsentwicklung
| Jahr      | 1857  | 1900 | 1950 | 2000 | 2018 |
| Einwohner | 1.015 | 956  | 979  | 437  | 369  |

Die Mechanisierung der Landwirtschaft und die Aufgabe von bäuerlichen Kleinbetrieben haben seit den 1950er Jahren zu einem Verlust von Arbeitsplätzen und in der Folge zu einem deutlichen Rückgang der Bevölkerung geführt (Landflucht).

## Wirtschaft
Die Landwirtschaft, zu der auch ein wenig Viehzucht (z. B. Schweine, Schafe, Hühner) gehörte, spielte seit jeher die wichtigste Rolle für die Bevölkerung der Region; im Ort selber entwickelten sich in kleinem Umfang auch Handwerk, Handel und Dienstleistungsgewerbe. Die Gemeinde gehört zum Weinbaugebiet Ribera del Duero. Mehrere Häuser des Ortes werden heutzutage als Ferienwohnungen (casas rurales) vermietet.

## Geschichte
Kupfer- und bronzezeitliche sowie römische Kleinfunde wurden auf dem Gemeindegebiet gemacht; dagegen fehlen Funde aus keltischer, westgotischer und selbst aus islamisch-maurischer Zeit. Um das Jahr 910 eroberte der kastilische Graf Gonzalo Fernández die Gebiete nördlich des Duero für die Christen zurück (reconquista); nur langsam wagte man sich weiter nach Süden vor (siehe Peñafiel). Erstmals erscheint der Ortsname in einer Urkunde des Jahres 1136. König Ferdinand IV. von Kastilien stattete den Ort zu Beginn des 14. Jahrhunderts mit eigenen Rechten und Privilegien aus (fueros).

## Sehenswürdigkeiten
- Die der Himmelfahrt Mariens geweihte Iglesia de Nuestra Señora de la Asunción ist ein dreischiffiger spätgotischer Bau, dessen eher strenges seitliches Barockportal im 18. Jahrhundert hinzugefügt wurde. Unter den drei barocken Altarretabeln (retablos) der Kirche ist das mittlere ganz besonders hervorzuheben.
- Auf einem abgetreppten achteckigen Sockel hinter der Apsis der Kirche steht eine Gerichtssäule (rollo) als Wahrzeichen der weitgehenden Selbstverwaltung des Ortes. Der kannelierte Säulenschaft und das mit vier Löwenköpfen versehene Kapitell lassen auf eine Entstehungszeit im 16. Jahrhundert schließen.
- Der im 17. Jahrhundert errichtete eher streng wirkende Arco de Vadocondes präsentiert ein steinernes Doppeladlerwappen.